# Казталовский район
Казта́ловский район (каз. Қазталов ауданы) расположен в Западно-Казахстанской области Казахстана.

## География и климат
Административный центр района — село Казталовка. Расстояние от райцентра до областного центра Уральска — 350 км. Рельеф равнинный. Климат континентальный. Средние температуры января –13—13,5°С, июля +24—25°С. Годовое количество атмосферных осадков 200—250 мм. По территории района протекают pеки Большой Узень, Малый Узень, много лиманов. Крупные озера: Мерекекол, Каракол, Сарышыганак, Балыкты Сакрыл. Почвы светло-каштановые, луговые и солонцовые. Растут полынь, типчак, ковыль, житняк; вдоль рек — луговое разнотравье. Обитают волк, лисица, барсук, заяц, сайгак; утка, гусь, орёл; в водоемах — окунь, щука, сазан и др. По территории района проходят автомобильные дороги Жанибек — Казталовка, Жалпактал — Чапаев — Казталовка, Жалпактал — Талдыбулак.
В Казталовском районе находятся населённые пункты — Ажбай, Акпатер, Болашак, Бостандык, Жалпактал, Жанажол, Казталовка, Кайынды, Караоба, Карасу, Караузень, Кирово, Коктерек, Кошанколь, Мирон, Нурсай, Сарыкудук, Талдыапан, Талдыкудук.
Население района составляло в 2004 году 35,3 тыс. человек, на начало 2019 года — 29 129 человек.

## История
Образован 17.01.1928 (утверждено 03.09.1928) в Уральском округе (ликвидирован 17.12.1930) как Таловский район с центром в п. Таловка (22.05.1931 центр перенесли в п. Сламихин). С 19.01.1934 центром района стал п. Казталовка и район переименовали в Казталовский. 24 мая 1962 года к Казталовскому району была присоединена часть территории упразднённого Джангалинского района.

## Административное деление
1. Казталовский сельский округ
2. Акпатерский сельский округ
3. Березинский сельский округ
4. Болашакский сельский округ
5. Бостандыкский сельский округ
6. Бирикский сельский округ
7. Жалпакталский сельский округ
8. Жанажолский сельский округ
9. Коктерекский сельский округ
10. Караобинский сельский округ
11. Караузенский сельский округ
12. Карасуский сельский округ
13. Кошанколский сельский округ
14. Талдыапанский сельский округ
15. Талдыкудукский сельский округ
16. Теренколский сельский округ

## Уроженцы
- Бердигалиев, Катимолла Жангирович